# Myrtillocactus schenckii
El garambullo blanco (Myrtillocactus schenckii) es una cactácea nativa de México y Guatemala.«l». Índice Internacional de Nombres de las Plantas (IPNI). Real Jardín Botánico de Kew, Herbario de la Universidad de Harvard y Herbario nacional Australiano (eds.).

## Clasificación y descripción
Cactácea arborescente, erecta, hasta de 2- 7 m de altura. Tallo principal corto, con ramas de hasta 10 cm de ancho, tiene forma de un "candelabro", muy ramificado cerca de la base del tronco, los tallos miden entre 6-12 cm de diámetro, con 6 -8 costillas, verdes azuladas. Espinas radiales de 5 a 8 cm, cuya longitud es de 0.5 a 1.2 cm y de 0.5 a 0.8 mm de ancho, terminadas en punta en la parte superior, rectas, rígidas de color negro y grisáceas. Espina central entre 1 y a veces ausente, entre 1 a 5 cm de largo y de 0.8 a 1 mm de ancho de color grisácea o negra y de forma recta. Flores, axilares, hasta 3.5 cm de ancho y 3 cm de ancho, de color verde-amarillentas a blanco-amarillentas. Frutos,  de color rojo,  globosos o elipsiodales,  de 8-15 mm de diámetro, a veces con algunas espinas débiles. Pulpa Jugosa de color rojo o parda. Semilla asimétrica, ovalada de 1.1 a 1.5 mm de largo por 8 a 1.2 mm de ancho, de color negra y de aspecto rugoso.

## Distribución
Esta especie tiene una distribución restringida a los estados de Chiapas, Oaxaca y Puebla. Fuera del país mexicano, se ha registrado en Guatemala. 

## Hábitat
Esta especie es característica del matorral xerófilo y áreas de transición con selva baja caducifolia. Esta especie es característica de las zonas áridas y semiáridas, generalmente se encuentran en suelos de yeso y caliza, muchas veces con altos contenidos de sales, como lo es en el caso del valle de Tehuacán-Cuicatlán. Se distribuye en un rango altitudinal de 1,300 to 2,000 m. Los sitios donde se distribuye la especie, presenta un clima seco árido, semicálido, con una marcada época de lluvias en el verano, donde la precipitación promedio anual es entre 380 y 450 mm y su promedio de temperatura a lo largo de todo el año es de 21.2 °C.

## Estado de conservación
Al igual que  M. geometrizans, M. schenckii, es una planta multiusos, sus frutos son considerados de buena calidad, se utilizan en la elaboración de una bebida alcohólica, sus tallos y flores son comestibles. Los tallos y frutos son utilizados como forraje, también suelen recolectar frutos o sus cáscaras para dárselas directamente al ganado o para preparar ensilados. Es recolectada en poblaciones silvestres, manejada in situ y cultivada. En el Valle de Zapotitlán, los tallos son utilizados para la construcción de cercas vivas y aquellos que se propagan con este fin pertenecen a plantas cuyos frutos presentan características deseables. A pesar de su uso, no se encuentra en alguna categoría de la NOM‐059‐ECOL‐2010 de la SEMARNAT.